# 胡安·曼努埃尔·加西亚-鲁伊斯
胡安·曼努埃尔·加西亚-鲁伊斯（西班牙語：Juan Manuel García-Ruiz，1953年5月3日—）是一位西班牙晶体学家，西班牙高等科学研究理事会教授，知名于在无机条件下合成了生物形态晶体。